# Szajga–12
A Szajga–12 (orosz betűkkel: Cайга 12) egy öntöltő sörétes puska, melyet Oroszországban az Izsevszki Gépgyár (Izsmas) gyárt.
A fegyver a Kalasnyikov-gépkarabély szerkezetére épült. A puska 7,62×39, 7,62×51 (.308WIN) golyós illetve .410-es 20ga sörétes kivitelben létezik.

## Típusváltozatok
- Szajga 12 Standard változat (eredeti fegyver)
- 12SZ Behajtató válltámaszos kivitel
- 12K a 12SZ kivitel rövidebb csővel

## Külső hivatkozások
- A Szajga–12 a gyártó Izsmas honlapján (oroszul)